# Scholarpedia
Scholarpedia es una enciclopedia en línea basada en el software MediaWiki, con características asociadas comúnmente a revistas académicas de carácter abierto.
Los artículos de Scholarpedia son escritos por expertos invitados y están sometidos a revisión por pares. Scholarpedia lista el nombre real y las afiliaciones de todos los autores, comisarios y editores implicados en un artículo: sin embargo, el proceso de revisión (en el que pueden sugerir cambios o adiciones y que tiene que ser completado antes de que aparezcan en el artículo) es anónimo. Los artículos de Scholarpedia se almacenan en un repositorio "en línea", y pueden ser citados como cualquier otro artículo de revista. El sistema de referencias de Scholarpedia incluye soporte para números de revisión.
El proyecto fue creado en febrero de 2006 por Eugene M. Izhikevich, mientras trabajaba como investigador en el Instituto de Neurociencia de San Diego, California. Izhikevich es además el editor jefe.

## Ámbito y autoría
En este momento Scholarpedia no es una enciclopedia general; está enfocada a neurociencia computacional, sistemas dinámicos, inteligencia computacional, física y astrofísica. En mayo de 2020, Scholarpedia tenía 1802 artículos de contenido.
Para asegurar que los artículos son escritos por expertos, los autores de los diversos artículos de Scholarpedia son invitados por el editor jefe u otros comisarios o seleccionados en una elección pública Archivado el 13 de noviembre de 2007 en Wayback Machine.. Por ejemplo, Jimmy Wales y Larry Sanger fueron nominados para el artículo sobre la Wikipedia. Desde mayo de 2009 la lista de autores incluye cuatro ganadores de la medalla Fields y dieciséis premios Nobel. Los usuarios registrados deben proporcionar su nombre completo y una afiliación reconocida a una institución académica. Sólo los usuarios registrados pueden editar un artículo, y las ediciones están sujetas a su aprobación por parte del comisario del artículo, que normalmente es el autor del mismo. La comisaría del artículo es transferible. Los usuarios tienen un índice académico que varía en función de diversas acciones y que afecta a las capacidades del usuario en la enciclopedia.

## Copyright
Los artículos están disponibles en línea sin coste para uso no comercial, pero no deben ser copiados en bloque. El crédito al autor se da en la página del artículo.
En enero de 2008 Scholarpedia cambió su política de licencias y ahora acepta también artículos bajo la Licencia de documentación libre de GNU y la Licencia Creative Commons Reconocimiento-No Comercial-Compartir bajo la misma licencia 3.0, además del sistema anterior en el que el autor da una licencia no exclusiva directamente a Scholarpedia.